# Acraea dejana
Acraea dejana är en fjärilsart som beskrevs av Frederick DuCane Godman och Osbert Salvin 1890. Acraea dejana ingår i släktet Acraea och familjen praktfjärilar. Inga underarter finns listade i Catalogue of Life.